# Stahy (cvičení)

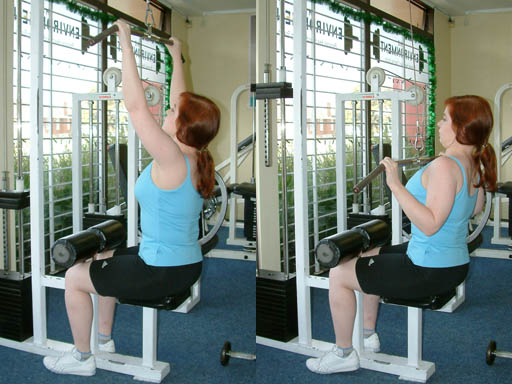
Stahy

Stahy je typ silového cvičení určené k vývoji svalu latissimus dorsi za užití dolní rotace a stlačování lopatek v kombinaci s addukcí a prodloužením ramenního kloubu.
Stahy na stroji se provádějí tehdy, když se rukojeť pohybuje pomocí kabelové kladky

## Zapojené svaly
Standardní stah je složený pohyb, který vyžaduje dynamickou práci svalů kolem tří zapojených kloubů, tj. loket ve spojení s glenohumerálními a scapulotoraktickými klouby v ramenou.

### Latissimus Dorsi
Latissimus dorsi natahuje a přitahuje paže přímo do spinální fascie. Tento sval přesahuje lopatky na rozdíl od jiných svalů, které tento pohyb provádějí, takže práce vykonávaná tímto svalem nepodporuje svaly, které zasahují lopatky. Nižší sternalní vlákna pectoralis major umožňují rozšíření a addukce ale v menší míře.
Kontrakce adduktorů a extenzorů může nepřímo stlačit a dolů otáčet lopatky; to je nutné jen tehdy, když jsou vytaženy do výšky a horní rotací způsobené kontrakcí svalů, které jsou napojeny na lopatky. Pokud by byla váha vytahována výhradně latsem, například lopatky by byly jednoduše taženy dolů gravitací během cviku.

### Skapulární svaly
Svaly, které se připevňují a stlačují lopatky, zahrnují dolní lichoběžníkový sval a pectoralis minor. Pec minor také pracuje ve spojení s romboidními svaly a lopatkovými lopatkami pro provádění rotace lopatek směrem dolů.
Svaly, které se připevňují k lopatkám, jež přiléhají a rozšiřují rameno, jsou zadní deltoidní svaly, teres major a malý stabilizační přínos některých rotujících manžetových svalů (infraspinatus a teres minor jako postranní rotátory, subscapularis jako mediální rotátory).

### Loket
Svaly, které ohybají loketní kloub, jnapř. sval biceps brachii , brachiální svaly a svaly brachioradialis, jsou aktivní, aby zvýraznily pákový efekt.  Vzhledem k tomu, že bicepsy vycházejí z lopatky na rozdíl od ostatních dvou svalů, které pocházejí z humeru, jsou nakloněny k tomu, aby sehrály roli dynamického stabilizátoru, stejně jako hamstringy během dřepů . Zatímco se biceps zkracuje, když se kolena ohýbá, prodlužuje se po protažení ramen.
Závěsný úchop na předloktí umožňuje bicepsům silněji přispívat jako ohýbač loktů. Přilnavá rukojeť se spoléhá více na ostatní flexory, brachialis a brachioradialis.
Použití pronovaných uchopení během vytahování má tendenci vést k vyšší aktivaci latissimus dorsi, bez ohledu na šířku uchopení.

## Podobnosti
Rozložení je velmi podobné vytahování, ale používá pohyblivé vnější závaží nebo odpor s pevným tělesem spíše než s pevnou tyčí a pohyblivým tělesem.